# Петропавловское (Запорожская область)
Петропавловское (укр. Петропавлівське) — село, Новоиванковский сельский совет, Новониколаевский район, Запорожская область, Украина.
Код КОАТУУ — 2323683508. Население по переписи 2001 года составляло 97 человек.

## Географическое положение
Село Петропавловское находится на расстоянии в 1 км от села Богуновка и в 2-х км от сёл Дудниково и Новоиванковка.
По селу протекает пересыхающий ручей с запрудой.